# Sněhurka (ruský folklór)

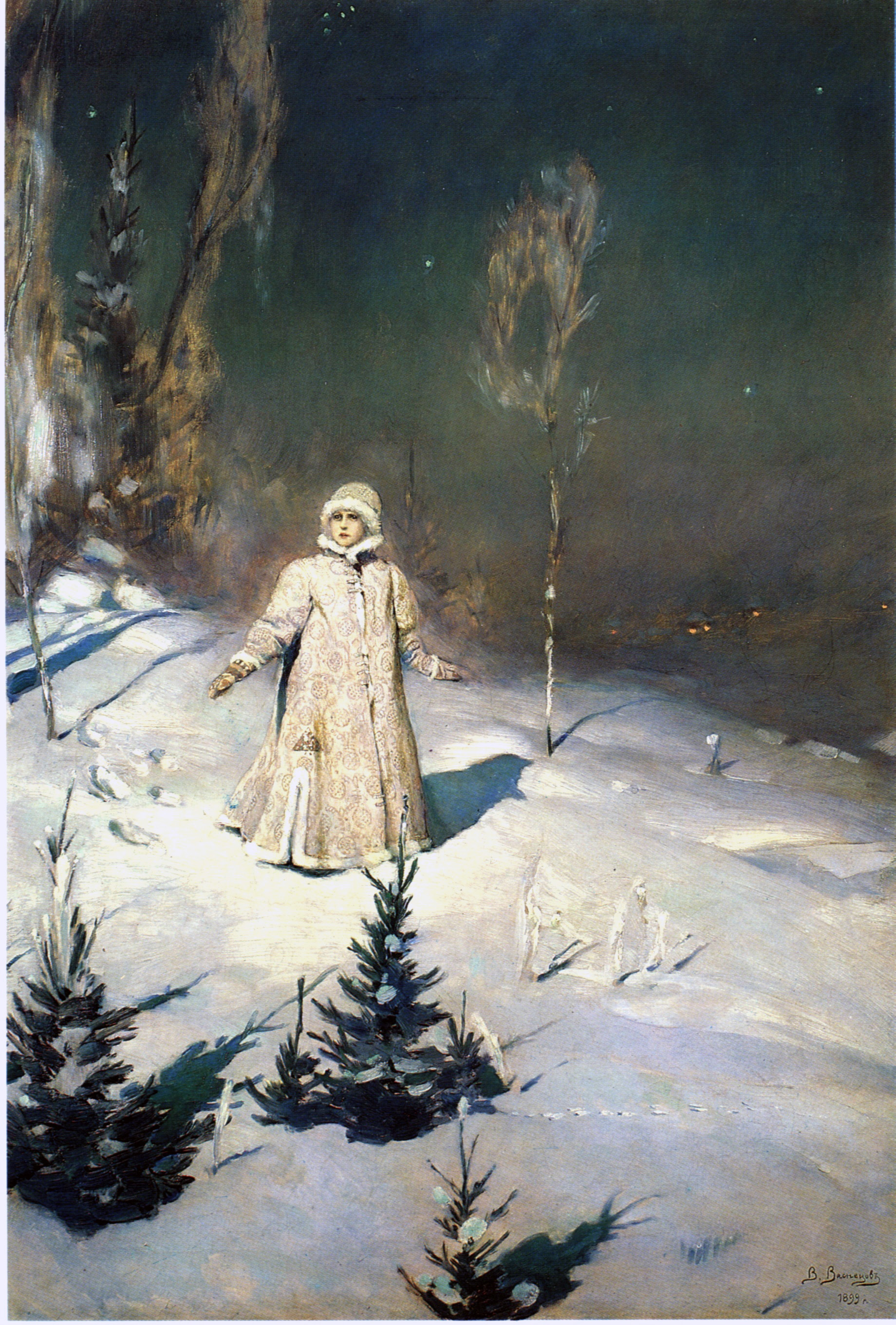
Sněhurka (1899) Viktora Michajloviče Vasněcova

Sněhurka (Sněgurka, Sněguročka, Sněževinočka) je v ruském folklóru pohádková a novoroční postava, vnučka Dědy Mráze a také jeho stálá společnice a pomocnice. O svátcích vystupuje jako prostředník mezi dětmi a Dědou Mrázem, což prakticky odpovídá starořeckým démonům a křesťanským andělům. Její věk se liší, někdy se zobrazuje jako holčička, častěji jako mladá dívka, což je způsobeno vlivem literární podoby Sněhurky. Je to také prakticky nezbytné, aby mohla poskytovat doprovod Dědovi Mrázovi. Poprvé se oficiálně Děda Mráz společně se Sněhurkou jako mladou dívkou objevili na setkání v roce 1937 v moskevském Domě odborů.

## Historie postavy
Osoba Sněhurky není zaznamenána ve slovanském národním obřadu, existuje však v národním folklóru. V ruském folklóru vystupuje jako postava z národní pohádky o dívce Sněhurce (Sněževinočce), jež byla vytvořena ze sněhu a ožila. Tento námět zpracoval a publikoval v roce 1869 A. N. Afanasjev ve druhém svazku díla Poetické názory Slovanů na přírodu. Jsou v něm viditelné pohanské kořeny této postavy, Sněhurka (Sněževinočka; německy Schneekind) je tak pojmenována proto, že se zrodila ze sněhu. V pohádce, kterou zapsala E. V. Pomeranceva v roce 1948 ve vesničce Achlystino, v Pokrovském okresu Baškirské autonomní sovětské socialistické republiky (vypravěčka E. I. Kononova), se dívka, vymodelovaná starcem a stařenou ze sněhu jmenuje Sněguruška (pohádka je stejnojmenná). Děvčata ze sousedství jdou se Sněguruškou do lesa sbírat bobule, tam ji ze žárlivosti zabijí a svázanou zakopou pod keř. Starci a stařeně řeknou, že se Sněguruška ztratila v lese. Proutek z hrobu Sněgurušky na žádost svého syna odřízne kupec a udělá z ní píšťalku, která když na ní někdo hraje, tak zpívá. Když se píšťalka dostane do rukou jedné z kamarádek, tak odmítne hrát, a tak ji dívka hodí na zem. Píšťalka se rozbije a vznikne z ní živá Sněguruška. Poté jsou kamarádky poslány do lesa, kde je sežere zvěř.
V roce 1873 Alexandr Nikolajevič Ostrovskij na motivy pohádek Afanasjeva napsal hru Sněhurka. V ní se Sněhurka objeví jako dcera Dědy Mráze a bohyně Vesny, která umírá během letního rituálu uctívání boha slunce Jarila. Je to překrásná dívka s bledými líčky a světlými vlasy. Má na sobě bílomodrý kabátek s kožešinovým lemem, čepici a rukavice. Hra nejprve neměla úspěch. Avšak v roce 1882 Nikolaj Andrejevič Rimskij-Korsakov podle ní složil operu se stejným názvem, která měla obrovský úspěch.
Podoba Sněhurky se dále rozvíjela v pracích pedagogů 19. a počátku 20. století, kteří připravovali scénáře pro dětské vánoční besídky. Ještě do Říjnové revoluce se figurky Sněhurky věšely na vánoční stromečky, dívky se oblékaly do kostýmů Sněhurky, dělaly se inscenace úryvků pohádek, divadelní hry Ostrovského nebo opery. V té době Sněhurka nevystupovala v hlavní roli.
Po revoluci bylo náboženství pod vzrůstajícím tlakem a kontrolou státu, a to včetně Vánoc a zvyků s nimi spojenými potlačováno. V roce 1929 bylo v Sovětském svazu zakázáno slavit Narození Páně. Podle usnesení SNK SSSR z 24. září 1929 O pracovní době a době odpočinku v podnicích a institucích, které přecházejí na nepřetržitý výrobní režim, Na nový rok a ve dnech všech náboženských svátků (bývalých zvláštních dnů odpočinku) práce probíhá na všeobecných základech.
Avšak v roce 1935 v důsledku obratu ve státní politice byly vánoční tradice předefinovány jako součást světských oslav Nového roku (1. ledna). V knihách o organizování vánočních oslav ze sovětské éry Sněhurka stojí na stejné úrovni s Dědou Mrázem jako jeho vnučka, pomocnice a prostřednice při komunikaci mezi ním a dětmi. Počátkem roku 1937 se Děda Mráz poprvé objevil společně se Sněhurkou na oslavě Nového roku v moskevském Domě odborů. Je zajímavé, že na raných sovětských obrazech je Sněhurka častěji vyobrazena jako malá holčička, jako dívku ji začali představovat až později.
V poválečném období byla Sněhurka téměř nepostradatelnou společnicí Dědy Mráze na všech slavnostech a vánočních přáních. Na Nový rok pracovaly studentky divadelních škol a herečky jako Sněhurky. V amatérských inscenacích roli Sněhurky obvykle hrály starší dívky a světlovlasé ženy.
Pro film Sněhurka z roku 1968 byla u řeky Mera vybudována celá „vesnice Berendejevů". Výběr místa nebyl náhodný, v těchto krajích se nacházela osada Šelikovo, kde Ostrovský psal svoji divadelní hru. Po dokončení natáčení byly dřevěné dekorace přesunuty do Kostromy, kde vznikl park „Berendejevka". Kromě toho byl v Kostromě v roce 2008 postaven Dřevěný dům Sněhurky, který je pro hosty otevřen celoročně. V roce 2009 se 4. dubna poprvé oficiálně slavily Sněhurčiny narozeniny. Od té doby se Sněhurčiny narozeniny v Kostromě slaví každoročně.

## Obraz v umění

### V kinematografii

#### Podle motivů lidové pohádky
- Pohádka o Sněhurce (1957) - animovaný film režiséra V. D. Degtiareva.
- Sněhurka (1969) - animovaný film režiséra V. D.Degtiareva.

#### Adaptace divadelní hry A. N. Ostrovského
- Sněhurka (1952) - animovaný film režiséra I. P. Ivanova-Vano.
- Sněhurka (1968) - kinofilm režiséra P. P. Kadočnikova, v roli Sněhurky Jevgenija Filonova.
- Jarní pohádka (1971) - televizní film režiséra J. N. Cvetkova, v roli Sněhurky Natalia Bogunova.
- Sněhurka (2006) - animovaný film režisérky M. A. Muatové.

#### Originální příběhy
- Zimní pohádka (1945) - animovaný fantasy film, scénář Ivan Ivanov-Vano, Jevgenij Švarc, podle námětu veverky slepují sněžnou dívku a vzniká Sněhurka.
- Když se rozsvěcují stromečky (1950) - animovaný film, scenárista Vladimir Sutějev, Sněhurka je poprvé líčena jako pomocnice Dědy Mráze.
- Jen počkej, zajíci! (8. díl, 1974) - animovaný film, v kostýmu Sněhurky - Vlk (jako groteskní obraz) zpívá se Zajícem „Píseň Dědy Mráze a Sněhurky“.
- Novoroční dobrodružství Máši a Víti (1975) - v roli Irina Borisova.
- Děda Mráz a šedý vlk (1978) – animovaný film, scénář Vladimir Sutějev, Sněhurka se objevuje jako společnice Dědy Mráze.
- Partyzánská Sněhurka (1981) - animovaný film.
- Zavolali si Sněhurku? (1985) - v roli Sněhurky Irina Alferova.
- Ironie osudu. Pokračování (2007) - v roli Jevgenija Dobrovolskaja.
- Moje máma - Sněhurka (2007) - v roli Sněhurky Marija Porošina.
- Naléhavě potřebujeme Dědu Mráze (2007) - v roli Sněhurky Světlana Pismičenko..
- Sněhurka. Velikonoční pohádka. (2010) - v roli Sněhurky Tatiana Petrova.

### V hudbě
- V roce 1881 N. A. Rimskij- Korsakov napsal operu „Sněhurka“.
- Písnička „Pověz, Sněhurko, kde jsi byla“ Vlka (A. Papanov) a Zajíce (K. Rumjanova) z 8. dílu animovaného seriálu „Jen počkej, zajíci!" (1974). Existuje i parodie na tuto píseň od skupiny „Sektor plynu“ z alba „Noc před Vánocemi“ (1991).
- Sněhurka - píseň, která nebyla zařazena do filmu „Krutá romance“ (1984), ale je na gramofonové desce s písněmi z filmu, v podání Ljudmily Gurčenko.

## Případy cenzury
V předvečer oslavy nového roku 2012 islámští duchovní Dagestánu zpozorovali v podobě Sněhurky zpochybnění tradiční kultury (kvůli „krátkým zvrhlým šatům bez rukávů"), což mělo za následek to, že řada tamějších škol ignorovala tyto oslavy. V předvečer roku 2014 tádžická státní televize oznámila, že ve svém vysílání hodlá odmítnout několik sovětských novoročních symbolů, mezi nimiž se s vánočním stromkem a Dědou Mrázem objevila i Sněhurka.